# Mydasta discoidea
Mydasta discoidea là một loài bọ cánh cứng trong họ Cerambycidae.